# Flygplatsen Montréal-Pierre Elliott Trudeau
Flygplatsen Montréal-Pierre Elliott Trudeau (IATA: YUL, ICAO: CYUL) (franska: Aéroport international Pierre-Elliott-Trudeau de Montréal, engelska: Montréal-Pierre Elliott Trudeau International Airport), ofta beskriven som Montréal-Trudeau, är en internationell flygplats på Île de Montréal. Den är belägen 20 km väster om stadskärnan i Montréal i östra delen av Kanada. Flygplatsen är den mest trafikerade i provinsen Québec och den tredje mest trafikerade i hela Kanada.
Flygplatsen är namngiven efter Kanadas femtonde premiärminister, Pierre Elliott Trudeau.